# Reserva natural de Zhalong
La Reserva natural de Zhalong (chino simplificado: 扎龙国家级自然保护区; chino tradicional: 扎龍國家級自然保護區; pinyin: zhālóng guójiā jízìránbǎohùqū) consiste en un gran humedal en la provincia de Heilongjiang, en el nordeste de China, 30 km al sudeste de la ciudad de Qiqihar, en el distrito de Tiefeng. Tiene una extensión de 2100 km². En 1992 fue declarada sitio Ramsar.

## Características
Se encuentra al oeste de la llanura de Songnen, aguas abajo del río Wuyuer, que se desborda con el deshielo y se convierte en una gran pantano, formando numerosas lagunas que no pasan de 75 cm de profundidad, rodeadas de carrizales de uno a tres metros de altura, y extensas praderas, Luego, entra en los lagos Lianhuan y Nanshan y acaba desapareciendo en los pastizales de Dumeng. La reserva se establece en 1979 como reserva natural provincial. Es famosa como área protectora de aves acuáticas. 
Las lluvias en la zona son escasas, entre 400 y 500 mm, centradas sobre todo entre junio y agosto. Las temperaturas oscilan entre una media de -18 oC en enero y 23 oC en julio.

## Fauna
Se encuentran al menos 46 especies de aves, 277 clases de insectos, 260 especies de pájaros y 21 especies de mamíferos. La grulla de Manchuria, la grulla cuelliblanca, la grulla coronada y la grulla siberiana son animales protegidos de primer nivel. De abril a mayo de cada año alrededor de 200 grullas de Manchuria y otras aves acuáticas se instalan aquí. El número de grullas llega a ser de casi un millar, muchas están de paso y luego continúan moviéndose hacia el norte, a Rusia. Las marismas de juncos y juncias son el hábitat principal de la grulla de Manchuria. Es uno de los pocos lugares de reproducción de la yerbera japonesa en el lejano oriente. También hay una gran bandada de grullas de Manchuria en cautividad con fines de conservación.

## Sitio Ramsar de Zhalong

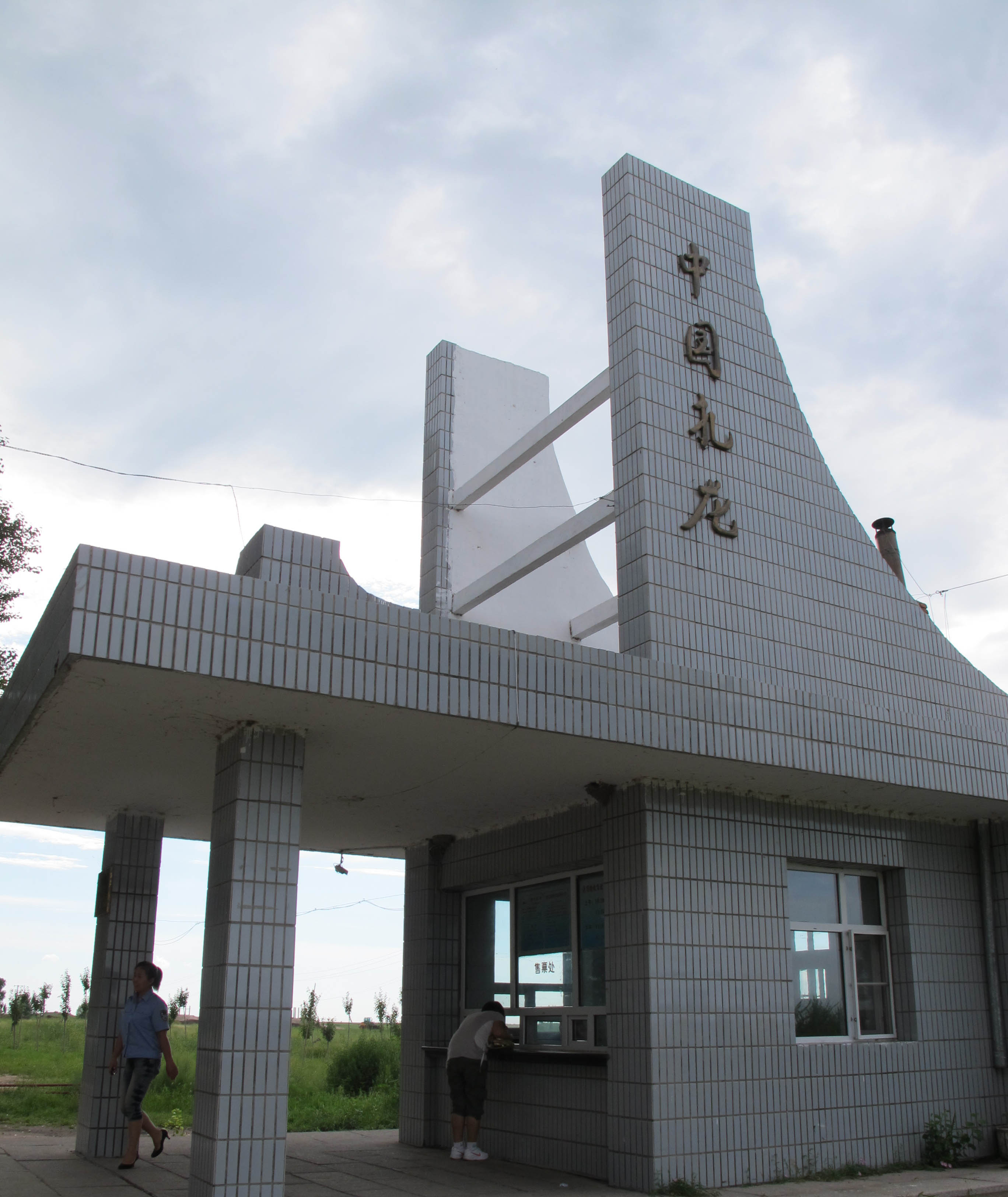
Entrada a la Reserva natural de Zhalong

La reserva natural de Zhalong fue catalogada como sitio Ramsar en 1992 (47°12′N 124°12′E) con el número 549 y la misma extensión de 2100 km². Es un sistema de pantanos de agua dulce permanentes y estacionalmente inundados, lagos y estanques poco profundos, con extensos cañaverales y pastizales. Un área importante para la reproducción, invernada y puesta en escena de aves migratorias, que alberga una flora de más de 500 especies, 42 especies de peces y numerosos anfibios. La recolección de caña proporciona una importante fuente de ingresos para la población.